# Coppa Anglo-Italiana 1973
La Coppa Anglo-Italiana del 1973 è stata la 4ª edizione del torneo riservato a club provenienti dal campionato italiano e inglese.
L'edizione fu vinta dal Newcastle, che il 3 giugno 1973 a Firenze superò in finale per 2-1 la Fiorentina.

## Squadre partecipanti
Le 16 squadre partecipanti furono divise in due gruppi, all'interno dei quali vennero abbinate quattro italiane e quattro inglesi.
| Gruppo | Inglesi                                            | Italiane                     |
| ------ | -------------------------------------------------- | ---------------------------- |
| A      | Crystal Palace Hull City Luton Town Manchester Utd | Bari Fiorentina Lazio Verona |
| B      | Blackpool Fulham Newcastle Utd Oxford Utd          | Bologna Como Roma Torino     |

## Risultati

### Fase a gruppi

#### Gruppo A
| Arbitro: | Gonella |

|                                                 |           |           |
| Hinshelwood 6’ Bell 40’ Whittle 70’ Whittle 85’ | Marcatori | 62’ Cozzi |

| Arbitro: | Gussoni |

|                            |           |             |
| Knighton 14’ Greenwood 23’ | Marcatori | 49’ La Rosa |

| Arbitro: | Pieroni |

|            |           |              |
| Holton 27’ | Marcatori | 60’ Saltutti |

| Arbitro: | Lattanzi |

|                                       |           |  |
| Shenks 31’, 39’ Thomson 40’ Moore 49’ | Marcatori |  |

| Arbitro: | Capey |

|                          |           |            |
| Busatta 6’ Jacomuzzi 47’ | Marcatori | 19’ French |

| Arbitro: | Jolly |

|  |           |            |
|  | Marcatori | 86’ Possee |

| Roma 21 marzo 1973 | Lazio | 0 – 0 referto | Manchester Utd | \| Arbitro: \| Hill \| |
| Arbitro:           | Hill  |               |                |                        |

| Arbitro: | Matthewson |

|                 |           |  |
| Kaye 25’ (aut.) | Marcatori |  |

| Arbitro: | Michelotti |

|                            |           |           |
| Houghton 11’ Kninghton 49’ | Marcatori | 74’Zigoni |

| Arbitro: | Francescon |

|                                     |           |             |
| Law 15’ Storey-Moore 30’ Martin 74’ | Marcatori | 69’ Martini |

| Arbitro: | Barbaresco |

|                      |           |               |
| Craven 30’, 54’, 79’ | Marcatori | 25’ Chinaglia |

| Arbitro: | Branzoni |

|             |           |  |
| Hindson 42’ | Marcatori |  |

| Arbitro: | Gew |

|           |           |                                          |
| Fagni 89’ | Marcatori | 70’, 88’ Charlton 53’ Onley 67’ Fletcher |

| Bari 2 maggio 1973 | Bari     | 0 – 0 referto | Hull City | \| Arbitro: \| Homewood \| |
| Arbitro:           | Homewood |               |           |                            |

| Arbitro: | Tinkler |

|                               |           |                            |
| Chinaglia 50’ Cinquepalmi 67’ | Marcatori | 59’ Anderson 75’ John Ryan |

| Arbitro: | Thomas |

|                          |           |                 |
| De Sisti 16’ Clerici 28’ | Marcatori | 25’, 51’ Possee |

##### Classifica inglese
| Squadra        | G | V | N | P | GF | GS | Punti |
| -------------- | - | - | - | - | -- | -- | ----- |
| Crystal Palace | 4 | 3 | 1 | 0 | 10 | 4  | 7     |
| Manchester Utd | 4 | 2 | 2 | 0 | 8  | 3  | 6     |
| Luton Town     | 4 | 2 | 1 | 1 | 8  | 4  | 5     |
| Hull City      | 4 | 2 | 1 | 1 | 4  | 3  | 5     |

##### Classifica italiana
| Squadra    | G | V | N | P | GF | GS | Punti |
| ---------- | - | - | - | - | -- | -- | ----- |
| Fiorentina | 4 | 1 | 2 | 1 | 4  | 4  | 4     |
| Lazio      | 4 | 0 | 2 | 2 | 4  | 7  | 2     |
| Verona     | 4 | 1 | 0 | 3 | 5  | 11 | 2     |
| Bari       | 4 | 0 | 1 | 3 | 1  | 8  | 1     |

#### Gruppo B
| Como 21 febbraio 1973 | Como  | 0 – 0 referto | Fulham | \| Arbitro: \| Burns \| |
| Arbitro:              | Burns |               |        |                         |

| Bologna 21 febbraio 1973 | Bologna  | 0 – 0 referto | Oxford Utd | \| Arbitro: \| Williams \| |
| Arbitro:                 | Williams |               |            |                            |

| Arbitro: | Taylor |

|  |           |                |
|  | Marcatori | 28’, 77’ Tudor |

| Arbitro: | New |

|  |           |           |
|  | Marcatori | 83’ Burns |

| Arbitro: | Giunti |

|                            |           |  |
| Ainscow 22’, 76’ Dyson 34’ | Marcatori |  |

| Arbitro: | Toselli |

|          |           |  |
| Gibb 21’ | Marcatori |  |

| Arbitro: | Monti |

|            |           |                |
| Strong 28’ | Marcatori | 19’ Cappellini |

| Arbitro: | Bernardis |

|            |           |              |
| Clarke 31’ | Marcatori | 71’ Rampanti |

| Arbitro: | Hackney |

|  |           |                      |
|  | Marcatori | 73’ Moncur 89’ Tudor |

| Arbitro: | Hart |

|  |           |              |
|  | Marcatori | 26’ Rafferty |

| Arbitro: | Partridge |

|  |           |                 |
|  | Marcatori | 17’, 88’ Curran |

| Arbitro: | James |

|            |           |            |
| C.Sala 86’ | Marcatori | 46’ Strong |

| Arbitro: | Gialluisi |

|            |           |  |
| Roberts 3’ | Marcatori |  |

| Arbitro: | Torelli |

|           |           |           |
| Conway 6’ | Marcatori | 56’ Vieri |

| Arbitro: | Motta |

|                       |           |             |
| James 83’ Suddick 88’ | Marcatori | 62’ Mujesan |

| Arbitro: | Porcelli |

|                                                             |           |            |
| Masiello (aut.) 22’, 56’ Mc Donald 46’ Smith 48’ Hibbit 83’ | Marcatori | 47’ Toschi |

##### Classifica inglese
| Squadra       | G | V | N | P | GF | GS | Punti |
| ------------- | - | - | - | - | -- | -- | ----- |
| Newcastle Utd | 4 | 4 | 0 | 0 | 10 | 1  | 8     |
| Blackpool     | 4 | 4 | 0 | 0 | 7  | 1  | 8     |
| Oxford Utd    | 4 | 2 | 2 | 0 | 4  | 1  | 6     |
| Fulham        | 4 | 0 | 4 | 0 | 3  | 3  | 4     |

##### Classifica italiana
| Squadra | G | V | N | P | GF | GS | Punti |
| ------- | - | - | - | - | -- | -- | ----- |
| Bologna | 4 | 0 | 2 | 2 | 1  | 3  | 2     |
| Torino  | 4 | 0 | 2 | 2 | 3  | 8  | 2     |
| Roma    | 4 | 0 | 1 | 3 | 2  | 7  | 1     |
| Como    | 4 | 0 | 1 | 3 | 0  | 6  | 1     |

### Semifinali

#### Andata
| 11 maggio 1973 Semifinale – Andata | Crystal Palace | 0 – 0 referto | Newcastle Utd |  |

| Arbitro: | Lattanzi |

|              |           |             |
| N. Scala 60’ | Marcatori | 86’ Savoldi |

#### Ritorno
| Arbitro: | Morrissey |

|                                                    |           |            |
| Barrowclough 19’ Mac Donald 38’, 78’, 86’ Gibb 74’ | Marcatori | 82’ Cannon |

| Arbitro: | Toselli |

|            |           |                      |
| Ghetti 12’ | Marcatori | 6’ Caso 114’ Clerici |

### Finale
| Manica sinistra · Maglietta · Maglietta · Manica destra · Pantaloncini · Calzettoni | Manica sinistra · Manica sinistra · Maglietta · Maglietta · Manica destra · Manica destra · Pantaloncini · Calzettoni |

| Arbitro: | Schulemburg |

| |            | |
| Clerici 79’ | Marcatori  | 35’ Superchi aut. 54’ Craig |
| · Franco Superchi · Giancarlo Galdiolo · Moreno Roggi · Nevio Scala · Giuseppe Brizi · Andrea Orlandini · Domenico Caso · Claudio Merlo · Sergio Clerici · Giancarlo De Sisti · Nello Saltutti · Emiliano Macchi | Formazioni | Willie McFaul Frank Clark David Craig Terry McDermott Pat Howard Bobby Moncur Tommy Cassidy Jimmy Smith John Tudor Tommy Gibb Terry Hibbitt |
| Nils Liedholm | Allenatori | Joe Harvey |